# Максим Чертанов
Максим Чертанов — по некоторым данным, литературный псевдоним Марии Кузнецовой. Под этим псевдонимом автор пишет художественную и документальную прозу. Активно сотрудничает с издательством «Молодая гвардия», выпустившим 10 книг (рекордное количество) в биографической серии «ЖЗЛ» авторства Максима Чертанова. Победитель конкурса и обладатель первой премии «Просветитель» 2013 года за биографию Чарлза Дарвина. Ряд художественных произведений написан в соавторстве с Дмитрием Быковым. Максим Чертанов также является драматургом: с 2015 года в МХТ им. Чехова идёт спектакль по его пьесе «Телефон доверия» и ждут очереди другие постановки. С 2018 года преподаёт в CWS — школе литературного мастерства. Член закрытого литературного клуба «Ризома».

## Биография
Максим Чертанов ведёт крайне замкнутый образ жизни. Согласно опубликованным сведениям, под псевдонимом скрывается женщина по имени Мария. Дмитрий Быков приводит порой противоречивые сведения о её биографии, так в одном из интервью он сказал «Она сменила множество занятий, родилась за границей, с кем и где живёт — абсолютная тайна». В послесловии к роману «Королёв» Быков пишет:

Она родилась и прожила первые двадцать лет на Урале, окончила школу с золотой медалью и философский факультет университета с красным дипломом, первое стихотворение напечатала в «Пионерской правде» и с тех пор до двадцати семи лет не писала ни строчки. Она ушла из скучной конторы в начале рабочего дня, чтобы никогда больше туда не вернуться. Продала квартиру и переехала в Москву, чтобы жить в предельной скудости и заниматься только литературой.

В сентябре 2012 года было опубликовано интервью с Максимом Чертановым, в котором автор сообщил, что сведения, рассказанные Дмитрием Быковым, — это тоже часть мистификации, которая будет продолжаться.
Настоящее имя автора стало известно на церемонии вручения премии «Просветитель» 21 ноября 2013 года.

## Цитата
…Биографии, разумеется, интереснейшее чтение, но для меня самое важное то, что они — полезны людям. Это звучит скучно, тупо, но это так. Они полезны узко практически — для студентов, школьников. И широко — чтобы люди лучше знали историю и историю культуры в особенности. Это, наверное, и есть сверхзадача издательства «Молодая гвардия», а я — маленький винтик этого благородного механизма.